# Jonás Gutiérrez
Jonás Manuel Gutiérrez (Sáenz Peña, 5. srpnja 1983.) bivši je argentinski nogometaš koji je igrao na poziciji lijevog krila. 
Stekao je nadimak "Čovjek-pauk", u vrijeme dok je bio u Realu iz Mallorce, jer je proslavljao golove stavljanjem maske Čovjeka-pauka preko glave.
Bivši izbornik Diego Armando Maradona ga je smatrao ključnim dijelom reprezentacije. Među ostalim je izjavio da je njegova momčad imala samo: Mascherana, Messija, Jonása i osam ostalih.

## Nogometni put

### Newcastle United
2. srpnja 2008. je prešao u Newcastle United. Za Newcastle United je prvi put zaigrao 17. kolovoza 2008. godine u susretu protiv Manchester Uniteda koji je završio neriješeno, 1:1.

### Međunarodna karijera
Za argentinsku reprezentaciju je nastupio 22 puta, i zabio 1 pogodak. Nastupio je na Svjetskom prvenstvu u JAR-u 2010.

## Vanjske poveznice
- jonasgutierrez.com Službena stranica
- (engl.) Profil  Arhivirana inačica izvorne stranice od 6. veljače 2009. (Wayback Machine) na soccerbase.com